# Кунцевское кладбище
Ку́нцевское кла́дбище — одно из старейших кладбищ Москвы, расположенное в Можайском районе Западного административного округа. Было основано в конце XVII века как кладбище села Спасское-Манухино и называлось Сетуньским — по протекающей рядом реке Сетунь. В 1920-х село вошло в состав города Кунцево, и кладбище переименовали в Кунцевское. В 1960 году город вошёл в состав Москвы, кладбище стало филиалом Новодевичьего. Общая площадь составляет около 17 га. Разделено на Старое и Новое кладбища и участки. Находится на обслуживании московского государственного бюджетного учреждения «Ритуал».

## История

### Формирование кладбища

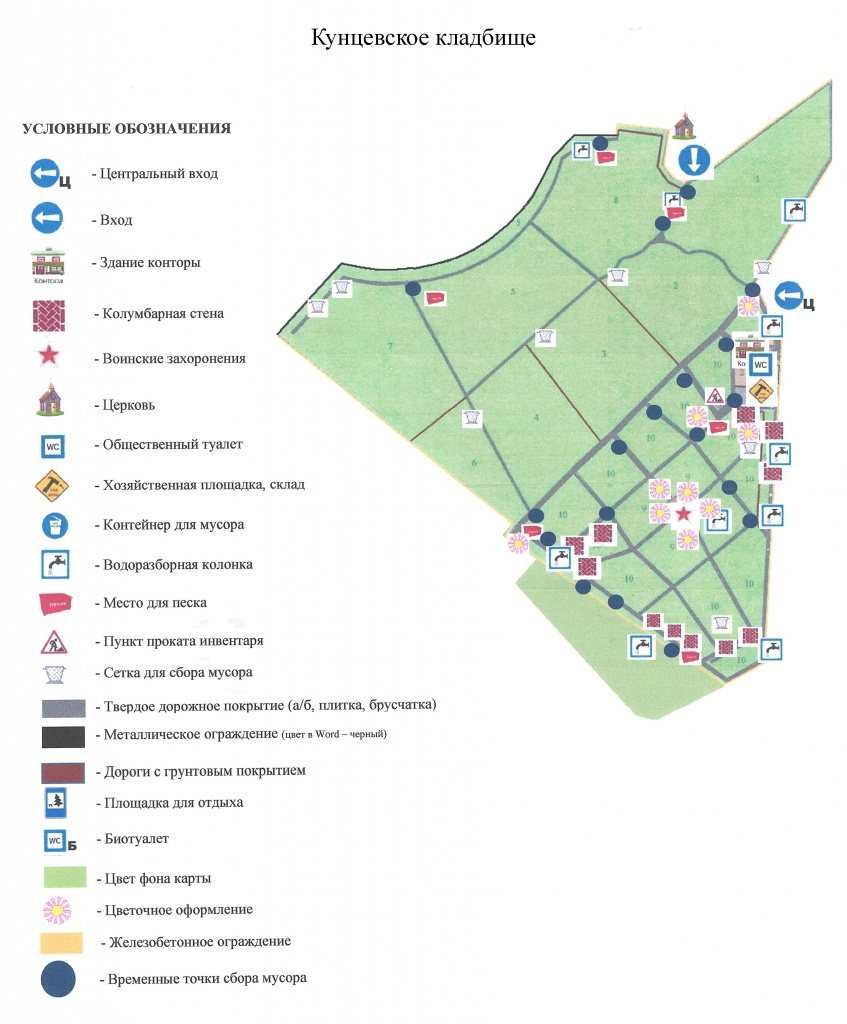
Схема Кунцевского кладбища, 2018

В описании 1627 года деревня Манухино, близ которой было кладбище, была поместьем братьев Воина и Петра Пушкиных. Изначально кладбище называлось Сетуньским, что было связано с протекавшей рядом рекой Сетунь. Существует версия, что название реки (и кладбища, соответственно) образовано от слова «сетовать»: в бассейне реки с XII века проводились многочисленные захоронения погибших в боях воинов, и, по преданию, местные жители приходили на речку скорбеть о потере родичей. По другой версии, гидроним «Сетунь» относится к балтийским языкам и происходит от латышского слова «siets» — «глубокое место в реке». В 1673 году земля перешла в собственность окольничего Артамона Матвеева. Новый владелец обустроил имение и к 1676 году построил каменную Спасскую церковь при кладбище, а село стало зваться по храму Спасское-Манухино. В 1735 году оно было передано графу Павлу Ягужинскому в качестве залога и осталось в его собственности. С конца XVIII века владельцы села менялись несколько раз. После отмены крепостного права в 1861 году на этой местности появились фабрики, а в 1872 — проложена железная дорога. В конце XIX века в находившемся рядом с селом посёлке Кунцево появились первые промышленные предприятия, в округе начали селиться рабочие. В 1917 году предприятия были национализированы. Значительно расширившись, в 1925 году Кунцево получило статус города. В 1928 году Спасское-Манухино вошло в его состав, а кладбище стало называться Кунцевским.
В 1941 году Спасская церковь была закрыта. С 1960 года, когда Кунцево вошло в состав Москвы, кладбище является филиалом Новодевичьего, и на нём стали хоронить известных людей. В 1975 году был создан мемориал над братской могилой солдат, погибших во время Великой Отечественной войны. В конце 1980-х годов храм у кладбища восстановили и заново освятили.

### Современность
Территория разделена на Старое и Новое кладбища. Старое занимает участки с первого по восьмой, на них также находятся погребения древнего Сетуньского погоста. Под Новое отведены участки с девятого по двенадцатый, также на них построены колумбарии открытого и закрытого типов.
В августе 2017 года ученики школы № 323 участвовали в городской акции, посвящённой 72-летию Победы в Великой Отечественной войне: приводили в порядок территорию у Братской могилы, почтили память воинов минутой молчания и провели Вахту Памяти. Тогда же городскими властями было запланировано улучшить дорожно-тропиночную сеть на кладбище.
6 декабря 2017 года у мемориала «Братская могила» прошёл митинг по случаю празднования 76-й годовщины битвы за Москву, а 16 марта 2018 года на кладбище у могилы Александра Васильева, занимавшего должность прокурора Москвы с 1944 по 1952 год, состоялся митинг в честь 85-летия со дня образования Московской прокуратуры. Почтить память коллеги прибыли представители ветеранов и работники прокуратуры. После митинга в храме прошла панихида.

## Могилы известных людей
См. также категорию: Похороненные на Кунцевском кладбище
На кладбище похоронены государственные и политические деятели, военные, представители творческой интеллигенции, спортсмены и другие известные люди. Среди них поэт Эдуард Асадов, композитор и певец Евгений Мартынов, народный артист России Виктор Павлов, министр машиностроения СССР Вячеслав Бахирев, Дважды Герой Советского Союза генерал-майор авиации Кирилл Евстигнеев, народные артисты СССР Владимир Басов, Нонна Мордюкова, Борис Петкер, кинорежиссёр Леонид Гайдай, Герой Советского Союза Раиса Аронова, актриса Наталья Кустинская, русский советский писатель Венедикт Ерофеев, агент советской разведки Ким Филби, певец и музыкант Евгений Белоусов.

## Фотогалерея

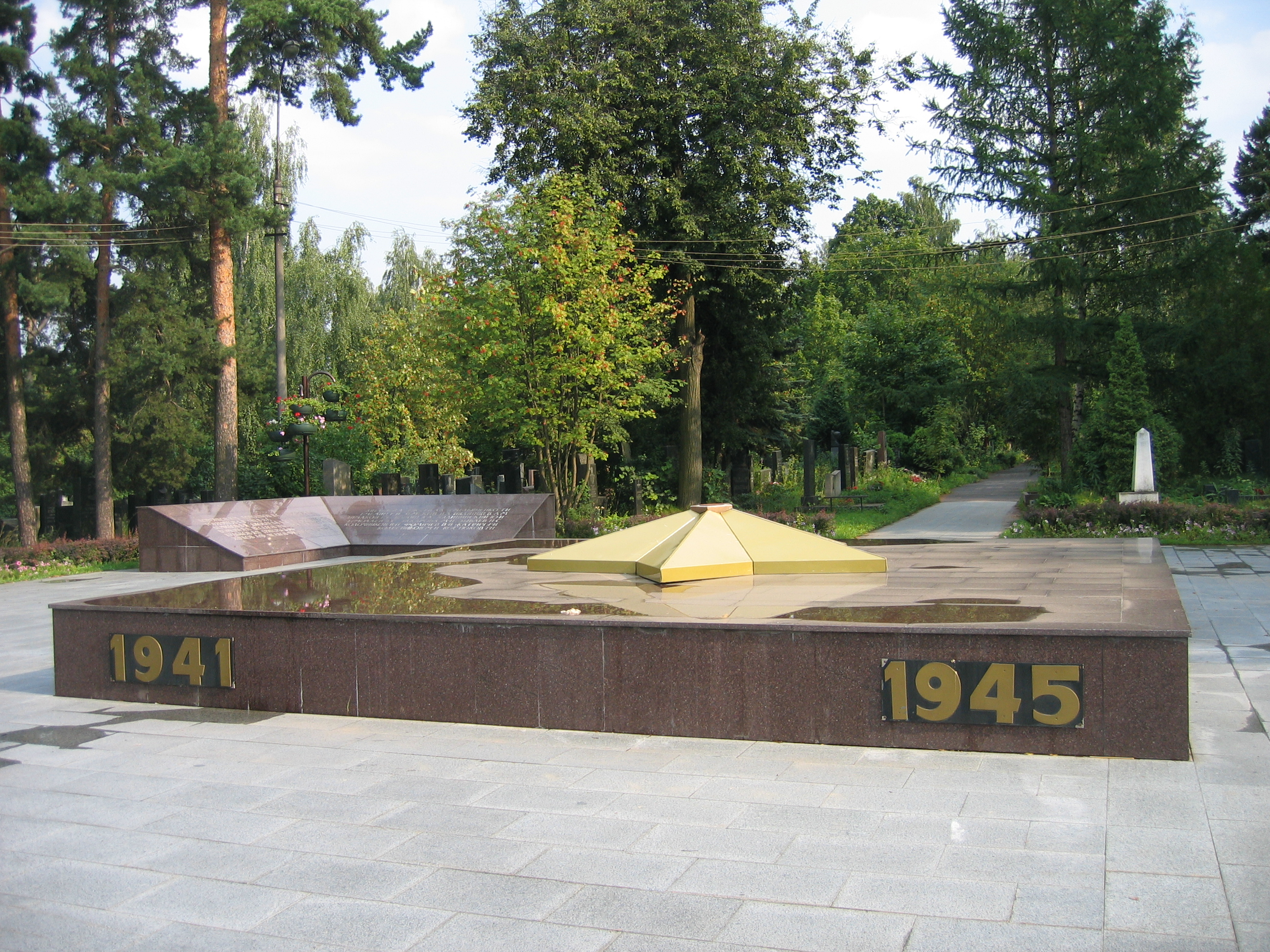
Военный мемориал Кунцевского кладбища, 2008
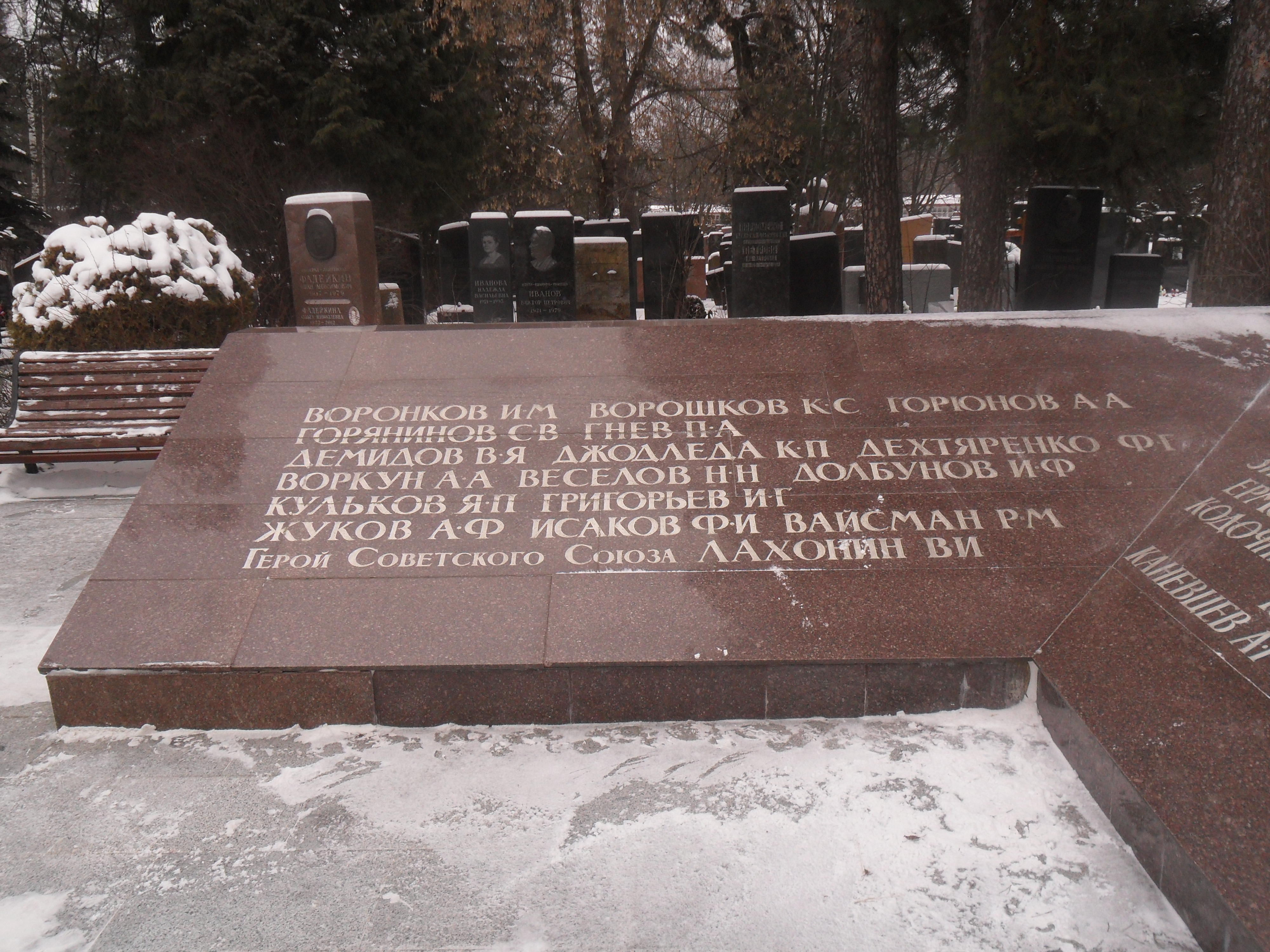
Братская могила, где похоронен Герой Советского Союза Вениамин Лахонин, 2014
Могила секретаря ЦК КПСС Г. В. Романова и его супруги, 2020
Могила дипломата Алексея Павлова, 2014
Могила Героя Советского Союза Александра Жука, 2013
Могила Героя Советского Союза Георгия Холостякова, 2013
Могила кинооператора Константина Петриченко, 2014
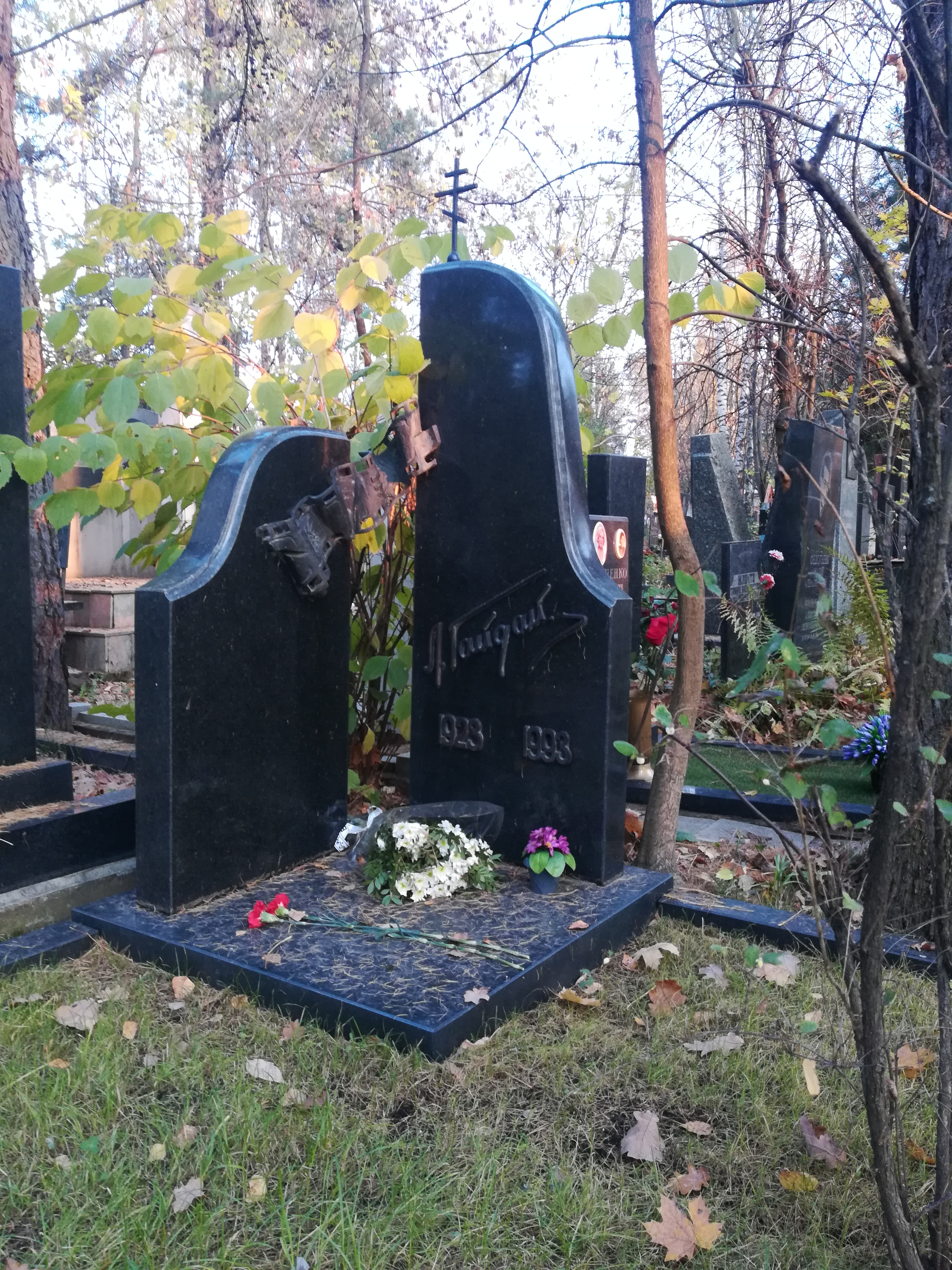
Могила кинорежиссёра Леонида Гайдая, 2020
Могила Всеволода Боброва
Могила хоккеиста Валерия Харламова, 2020
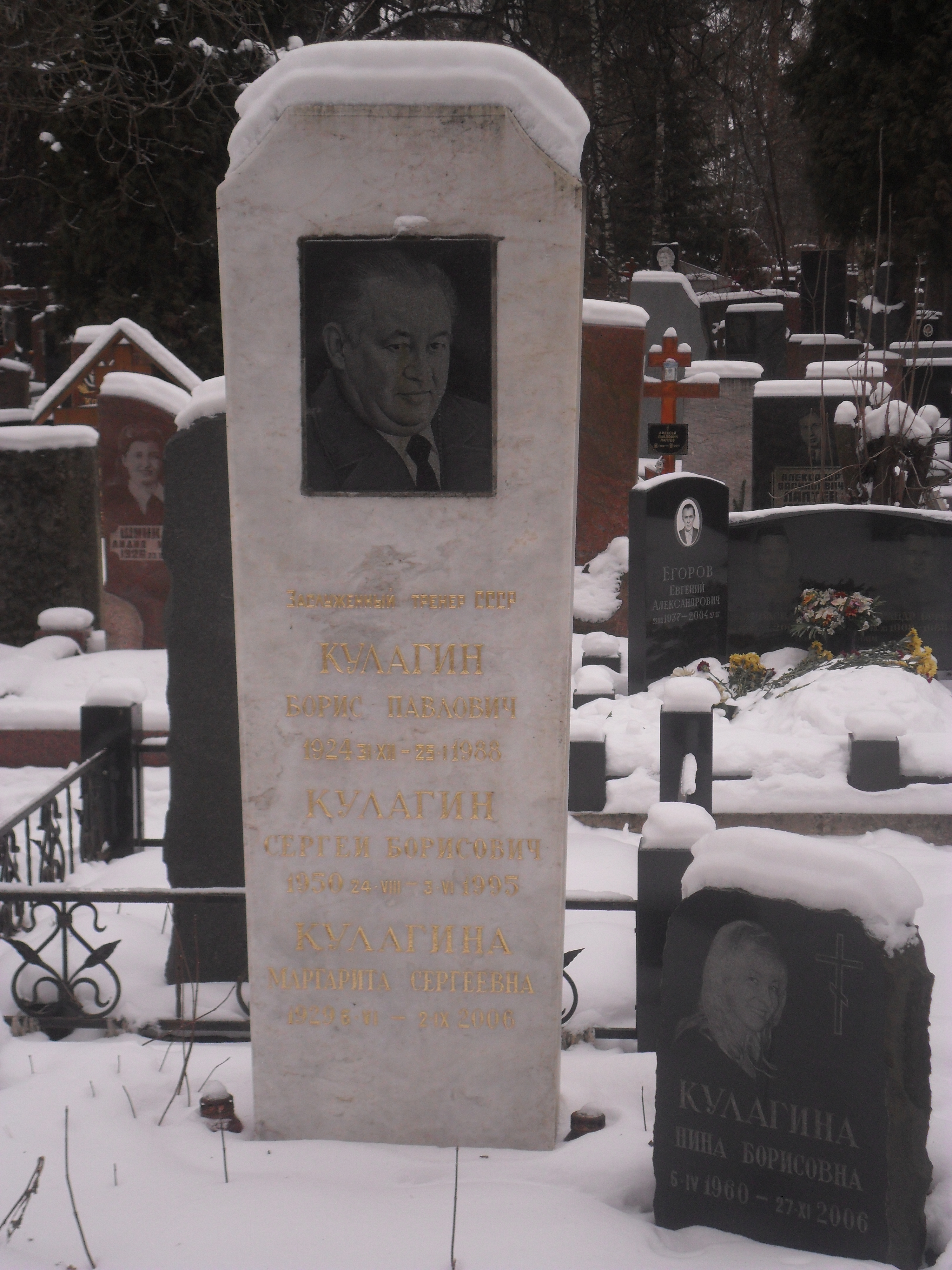
Могила заслуженного тренера СССР Бориса Кулагина, 2014
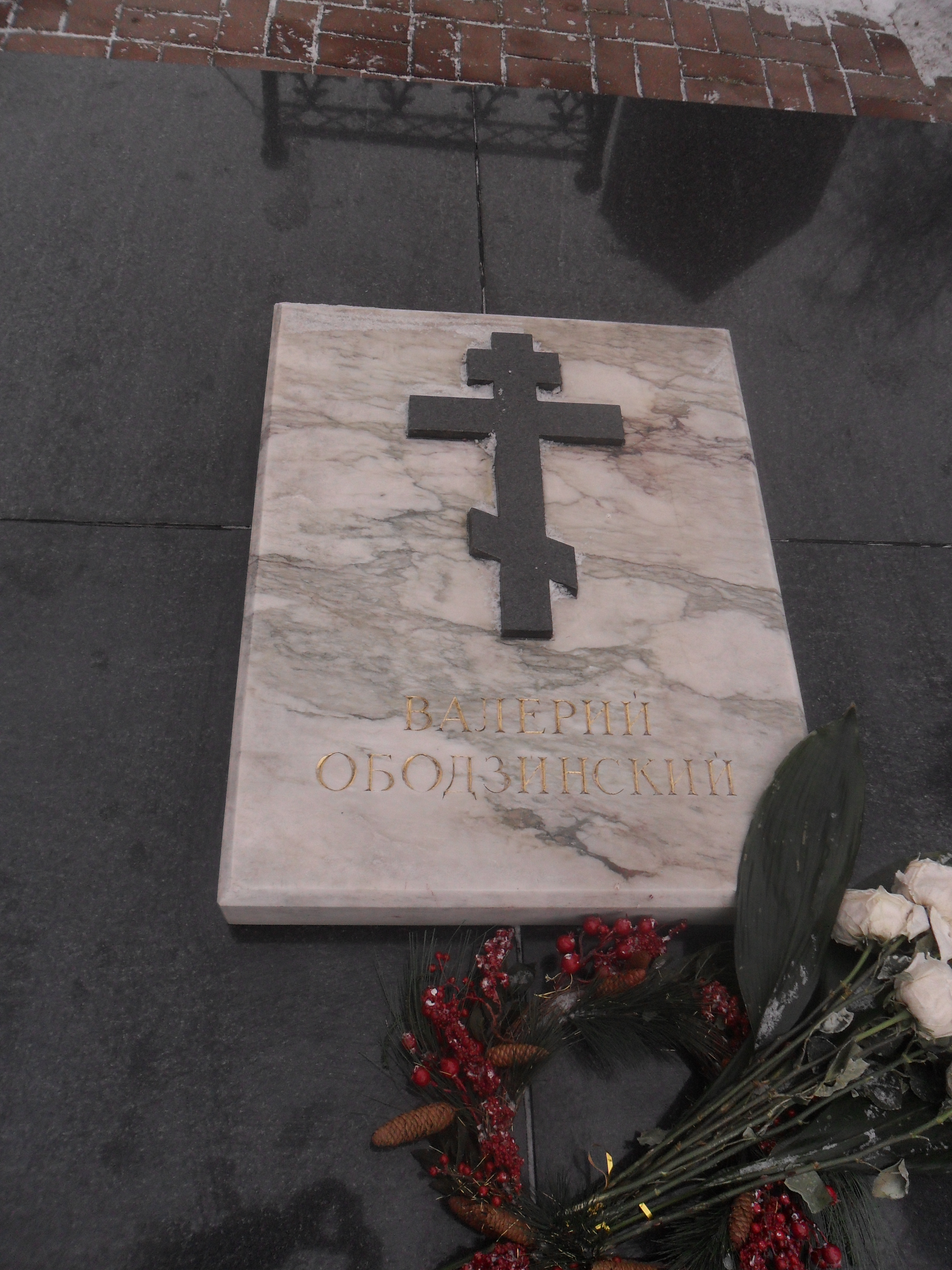
Могила певца Валерия Ободзинского, 2014
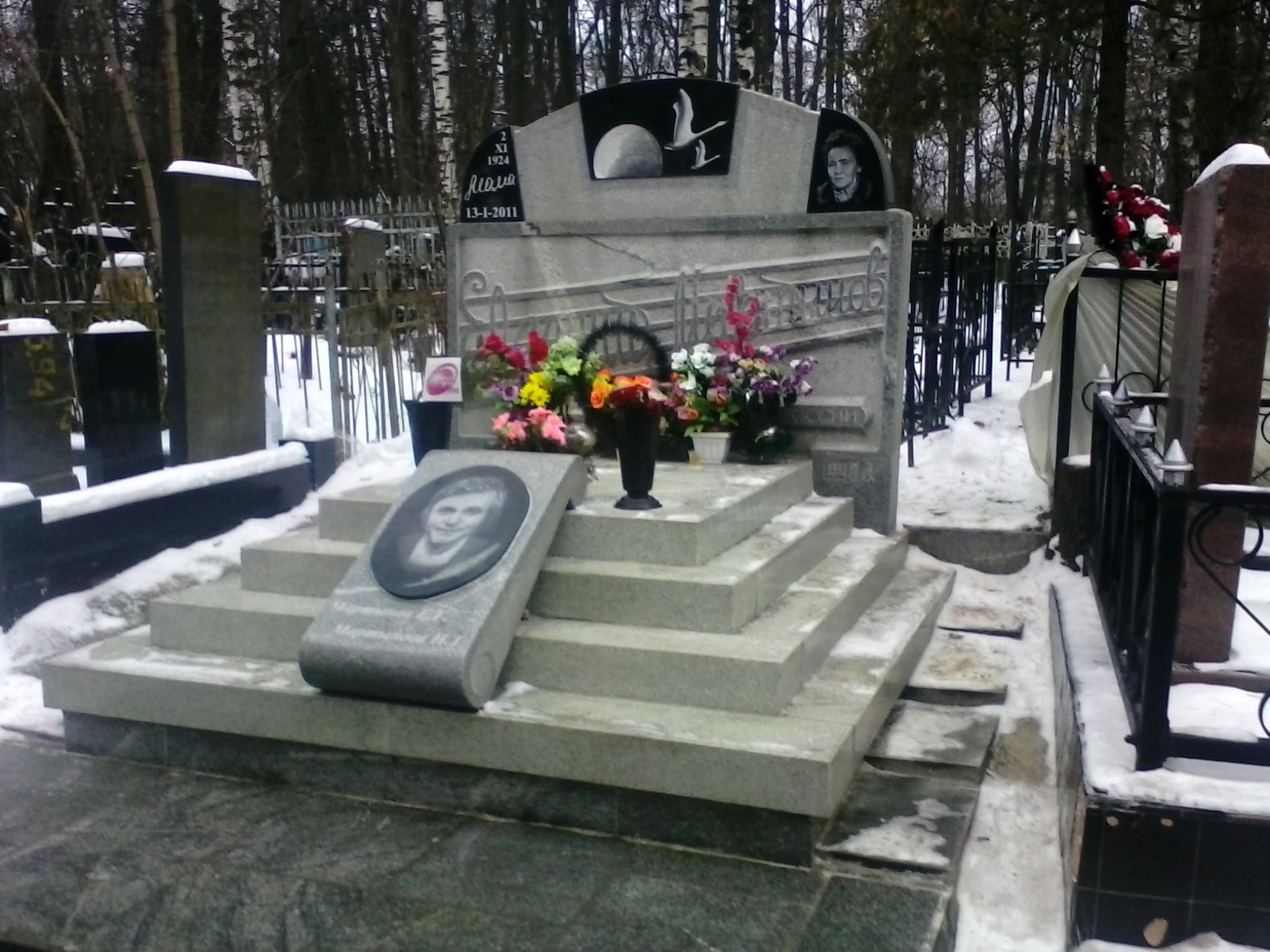
Могила композитора Евгения Мартынова, 2014
Могила певца и музыканта Евгения Белоусова, 1997
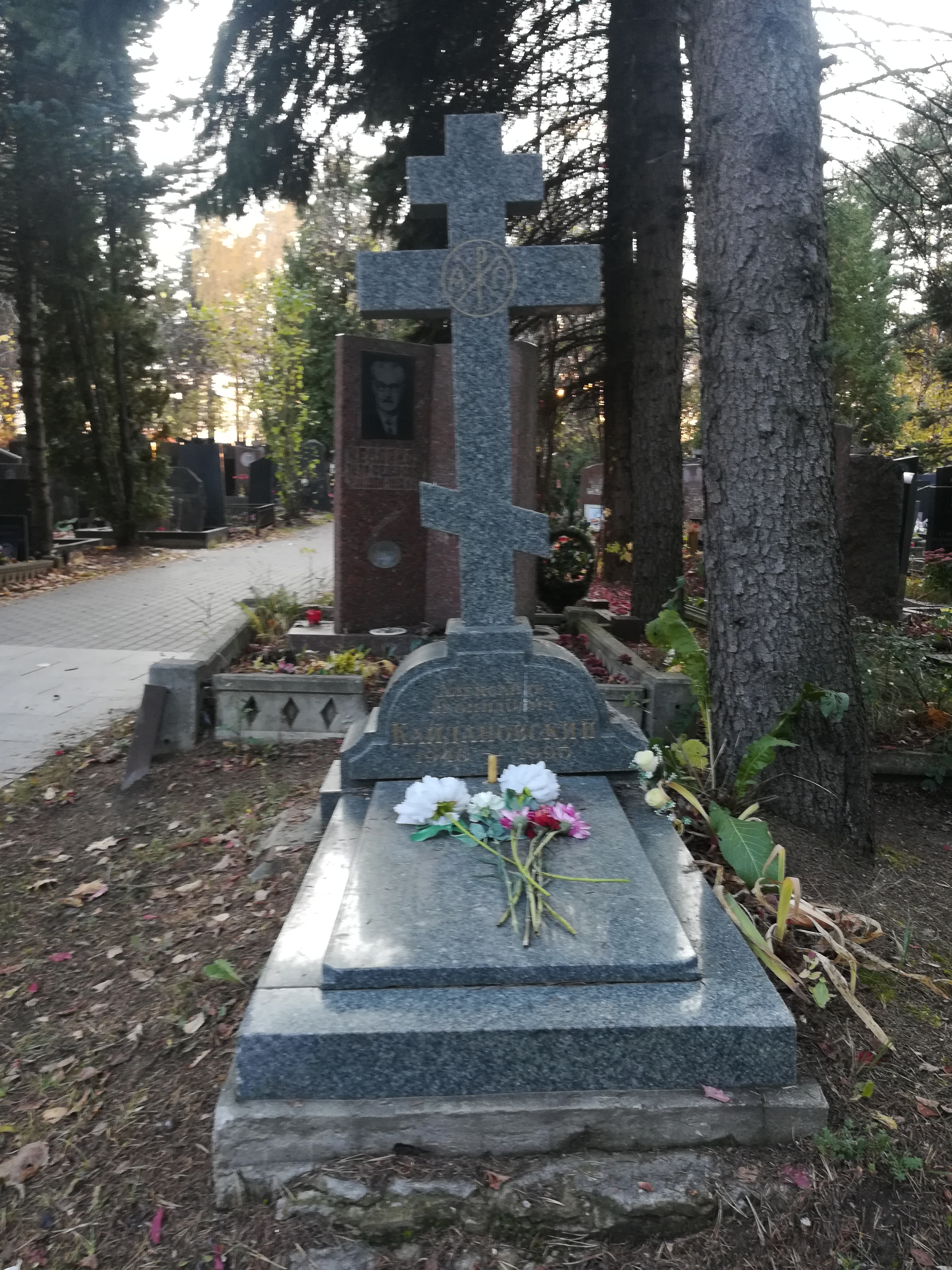
Могила актёра Александра Кайдановского, 2020
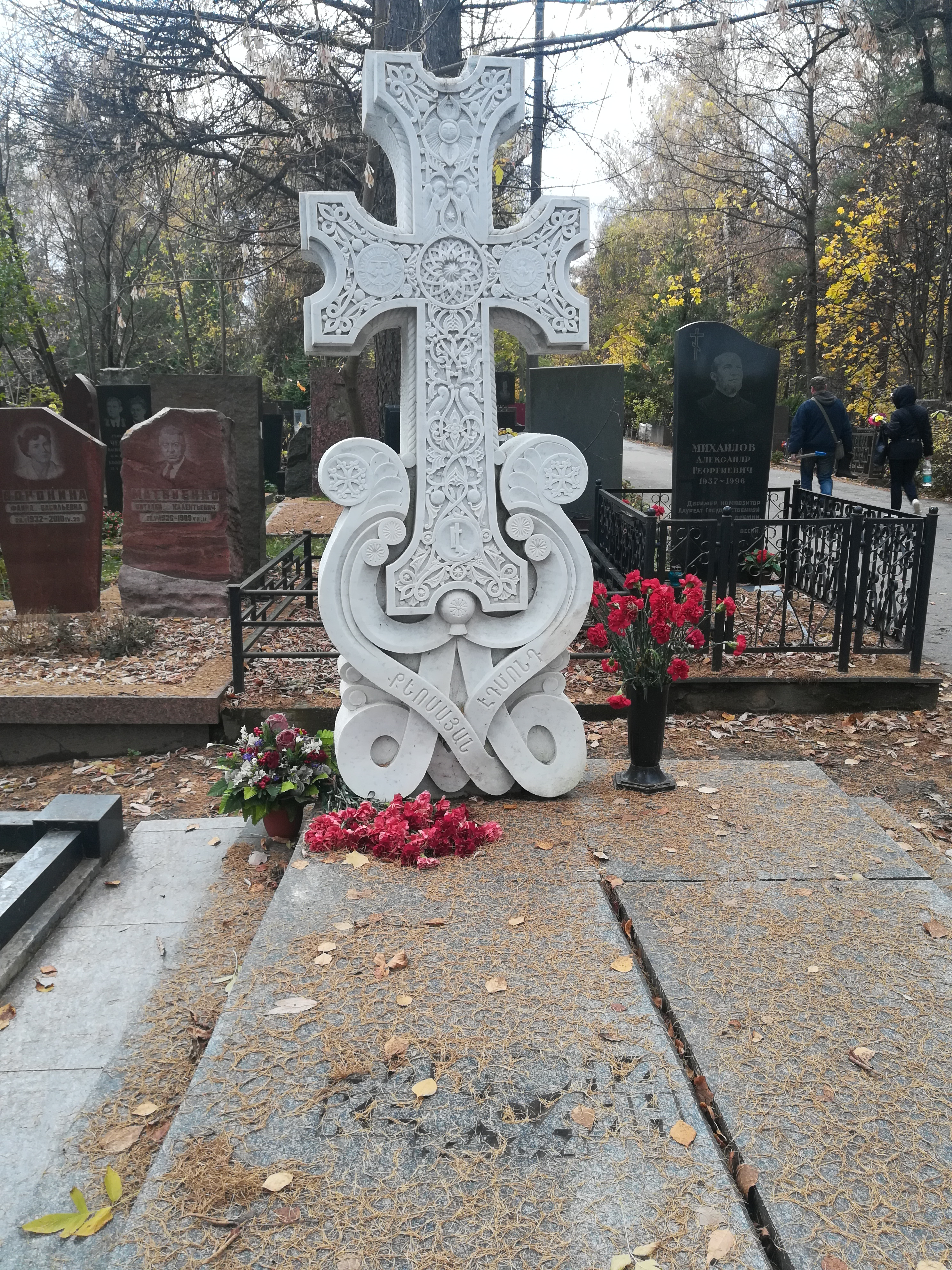
Могила кинорежиссёра Эдмонда Кеосаяна, 2020
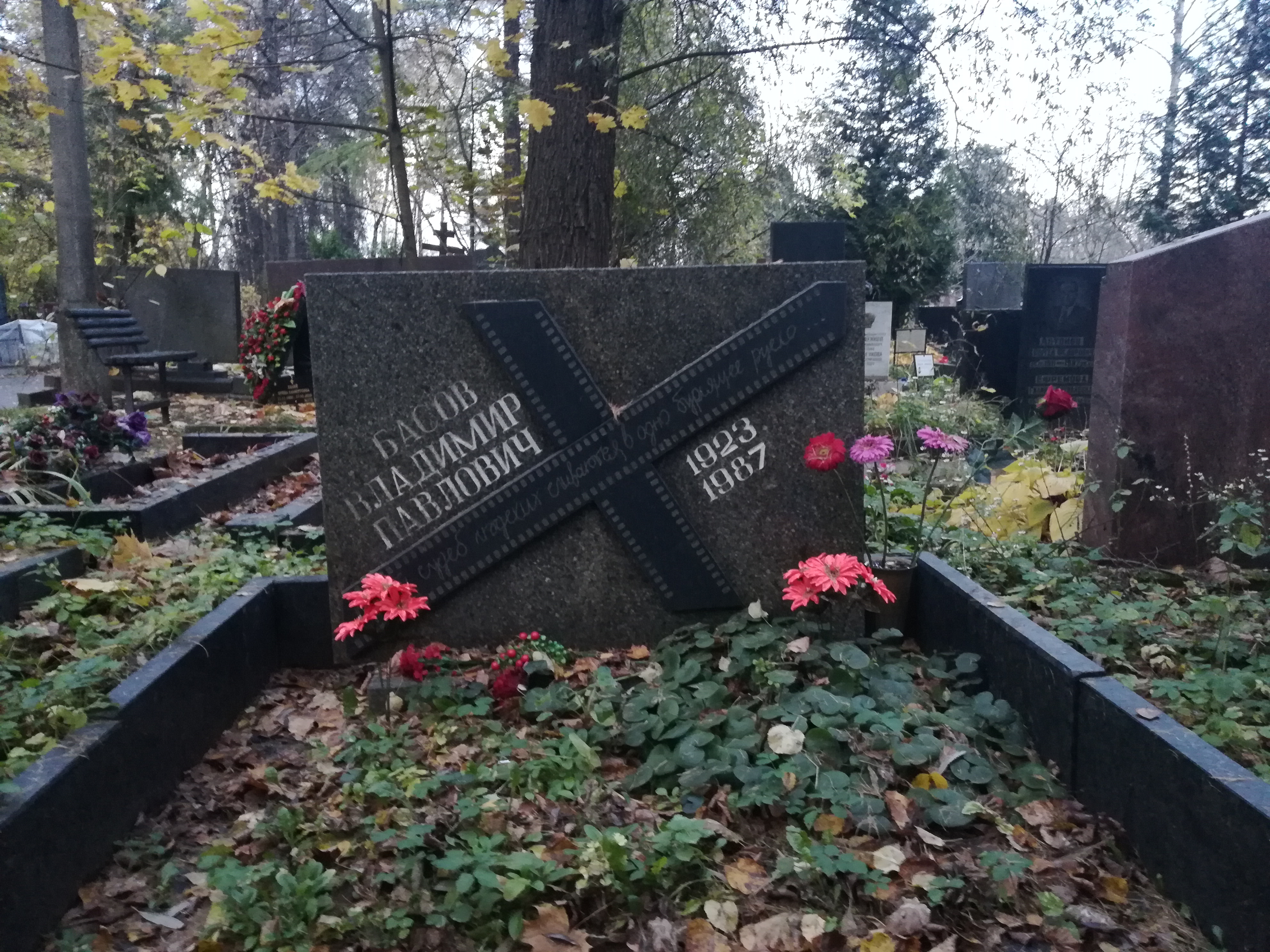
Могила кинорежиссёра Владимира Басова, 2020
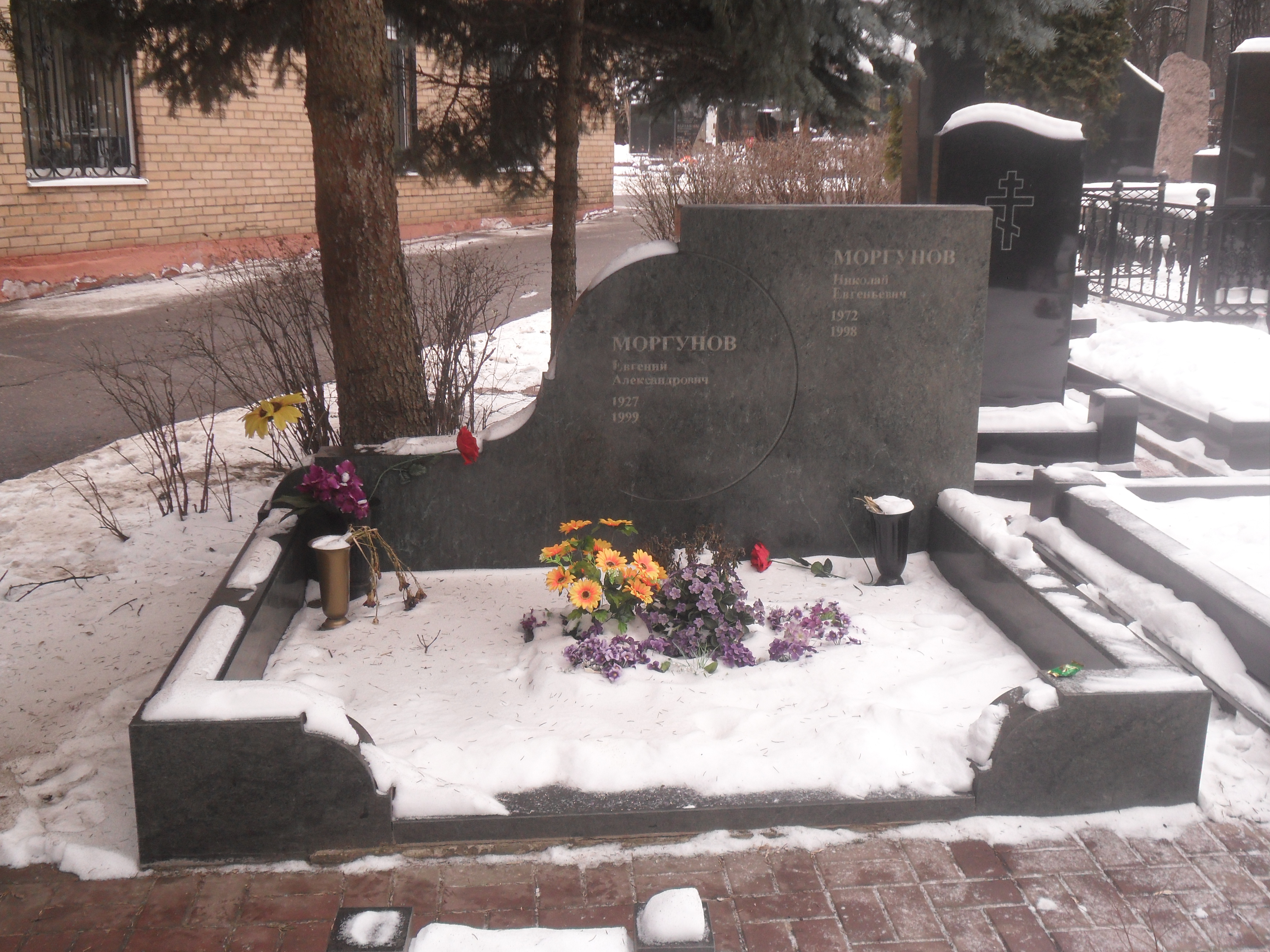
Могила артиста Евгения Моргунова
Могила актрисы Натальи Кустинской
Могила артиста Виктора Павлова
Могила Мордюковой и Владимира Тихонова
Могила Владислава Дворжецкого
Могила Юрия Визбора
Могила артиста Александра Вокача
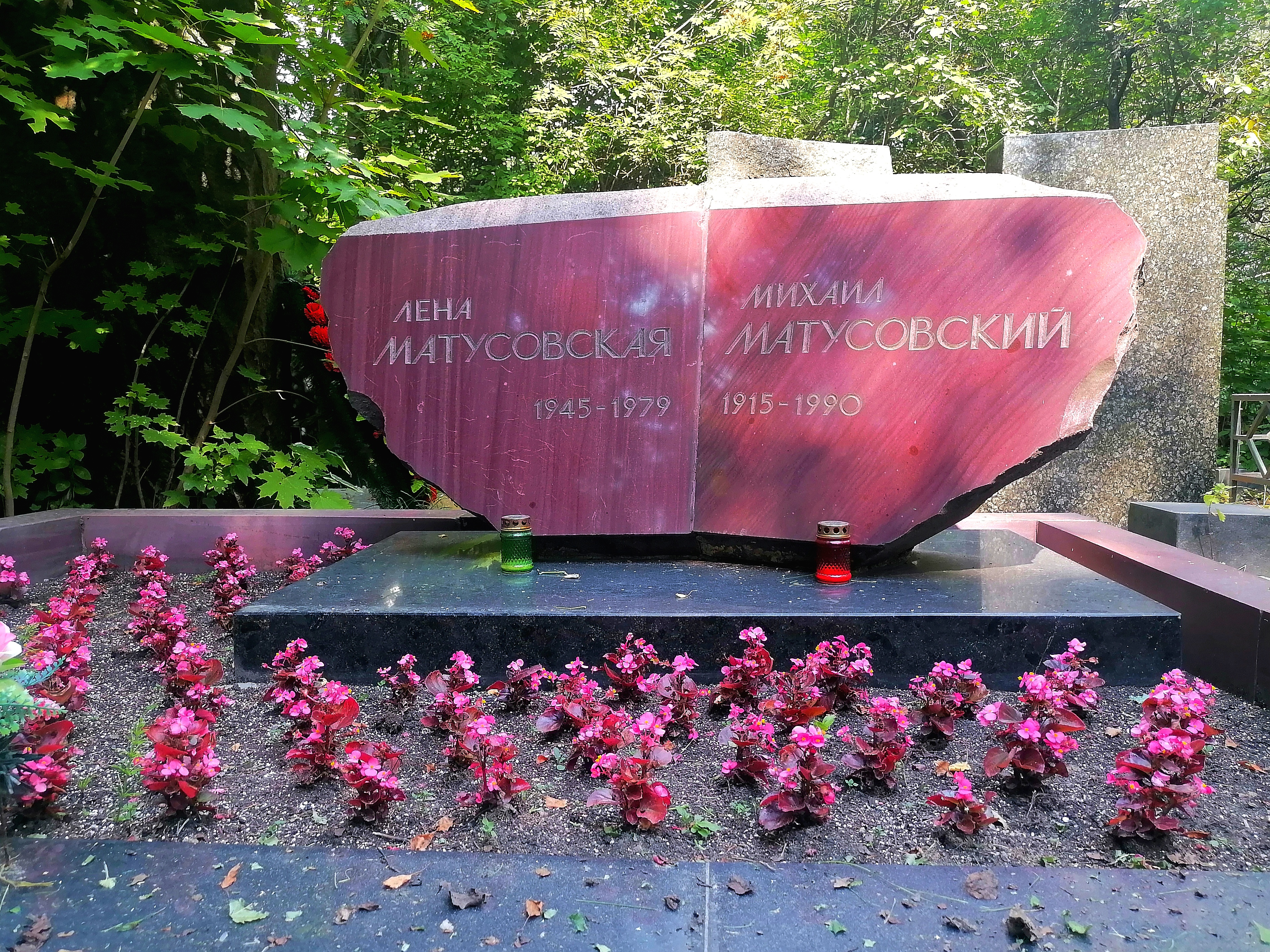
Могила поэта М. Матусовского
Могила писателя Л. Лагина
Могила писателя В. Шабанова
Могила писателя В. Д. Фёдорова
Могила писателя В. Шаламова
Могила писателя С. Наровчатова
Могила режиссёра Л. Шепитько
Могила писателя В. Чивилихина
Могила академика Х. А. Рахматулина. 2020
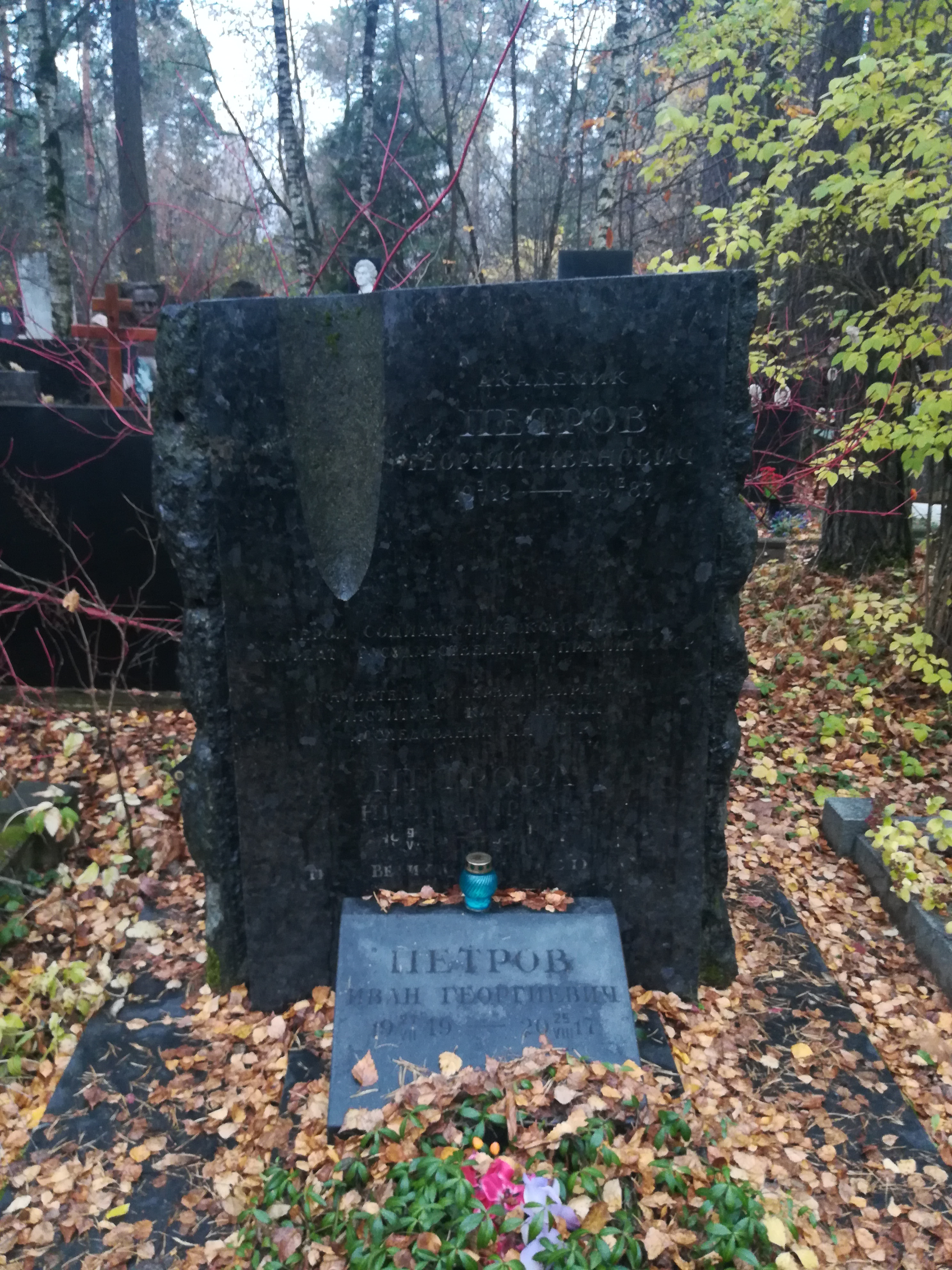
Могила академика Г. И. Петрова. 2020
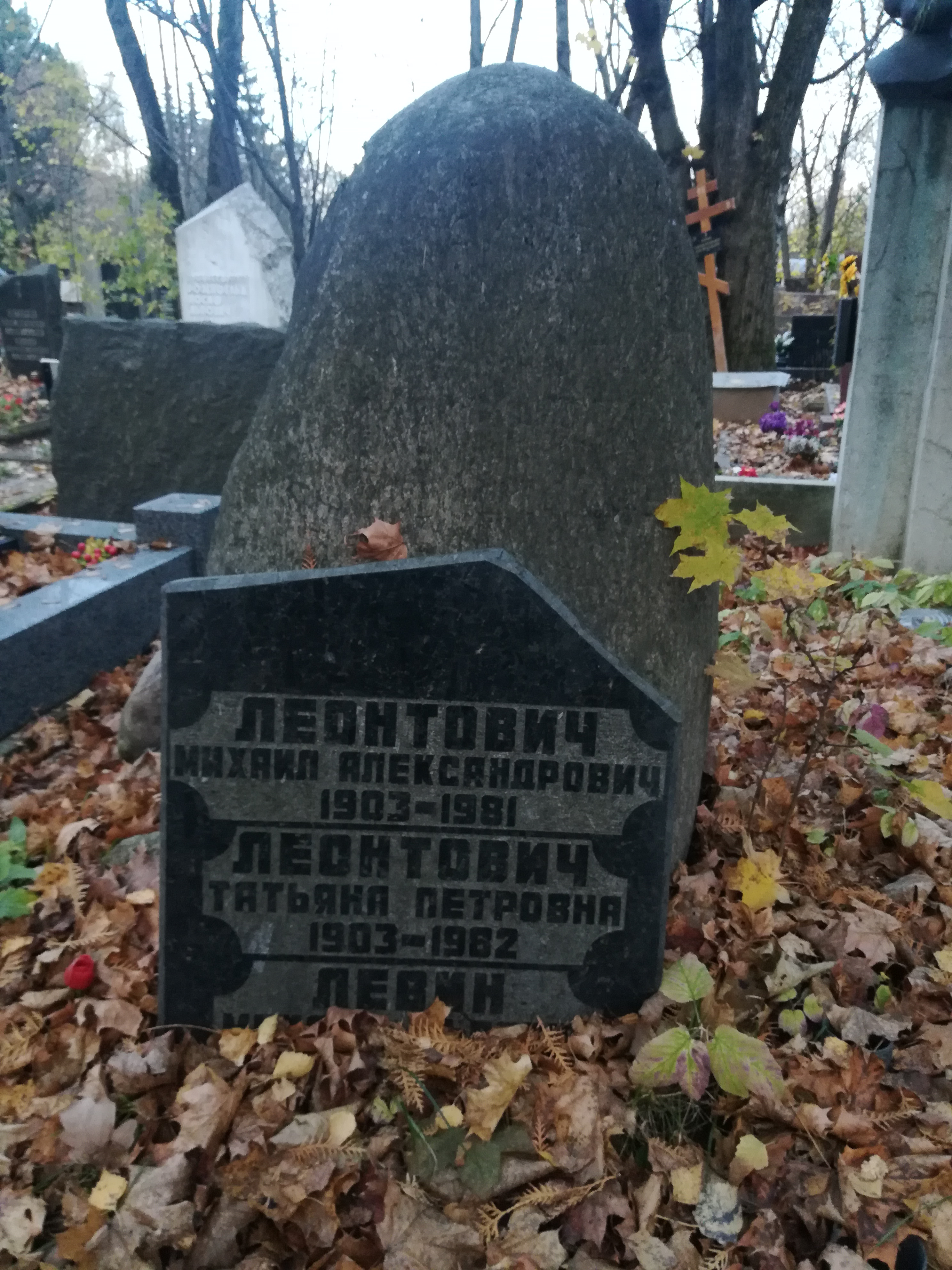
Могила академика М. А. Леонтовича. 2020
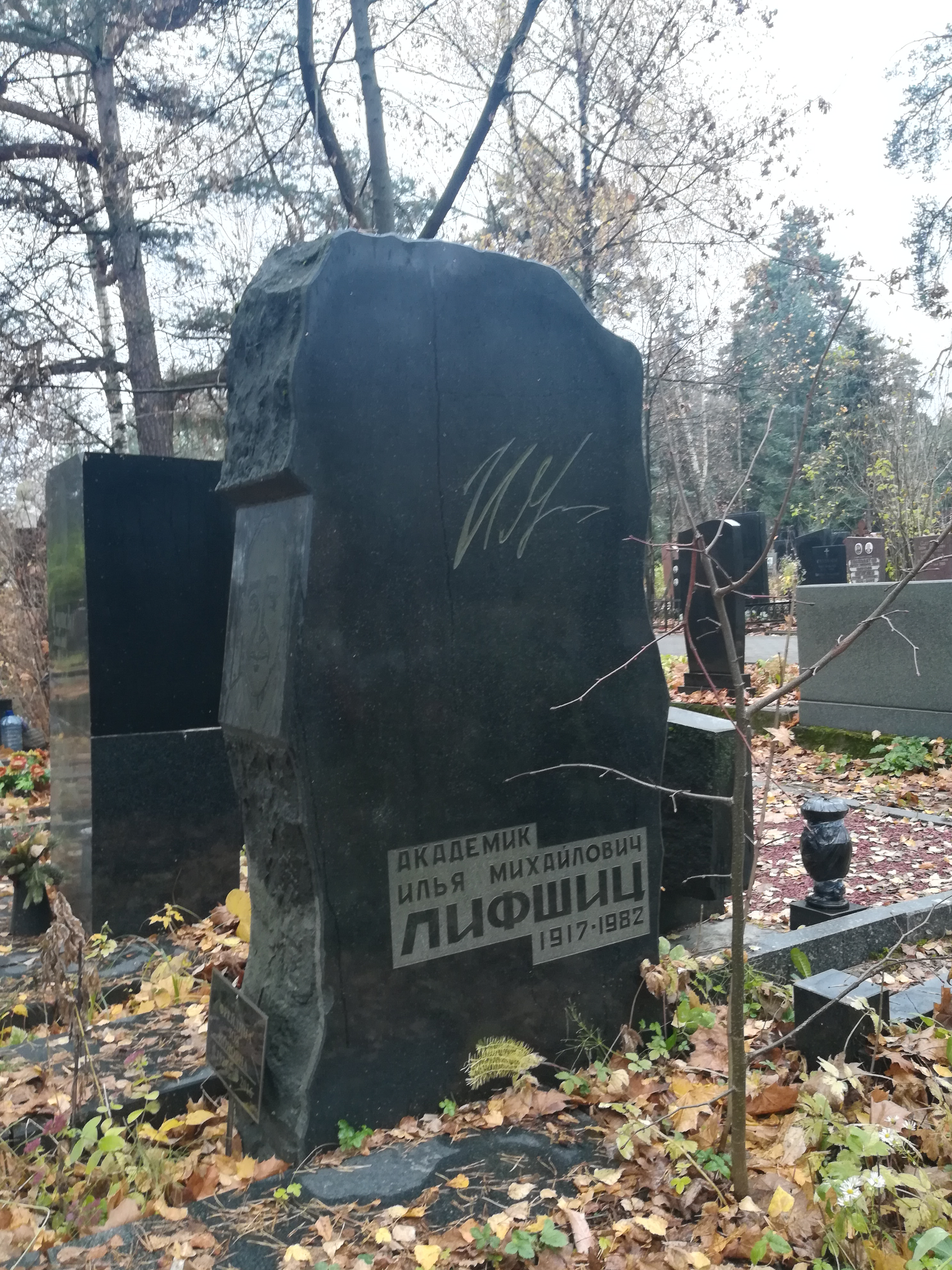
Могила академика И. М. Лифшица. 2020
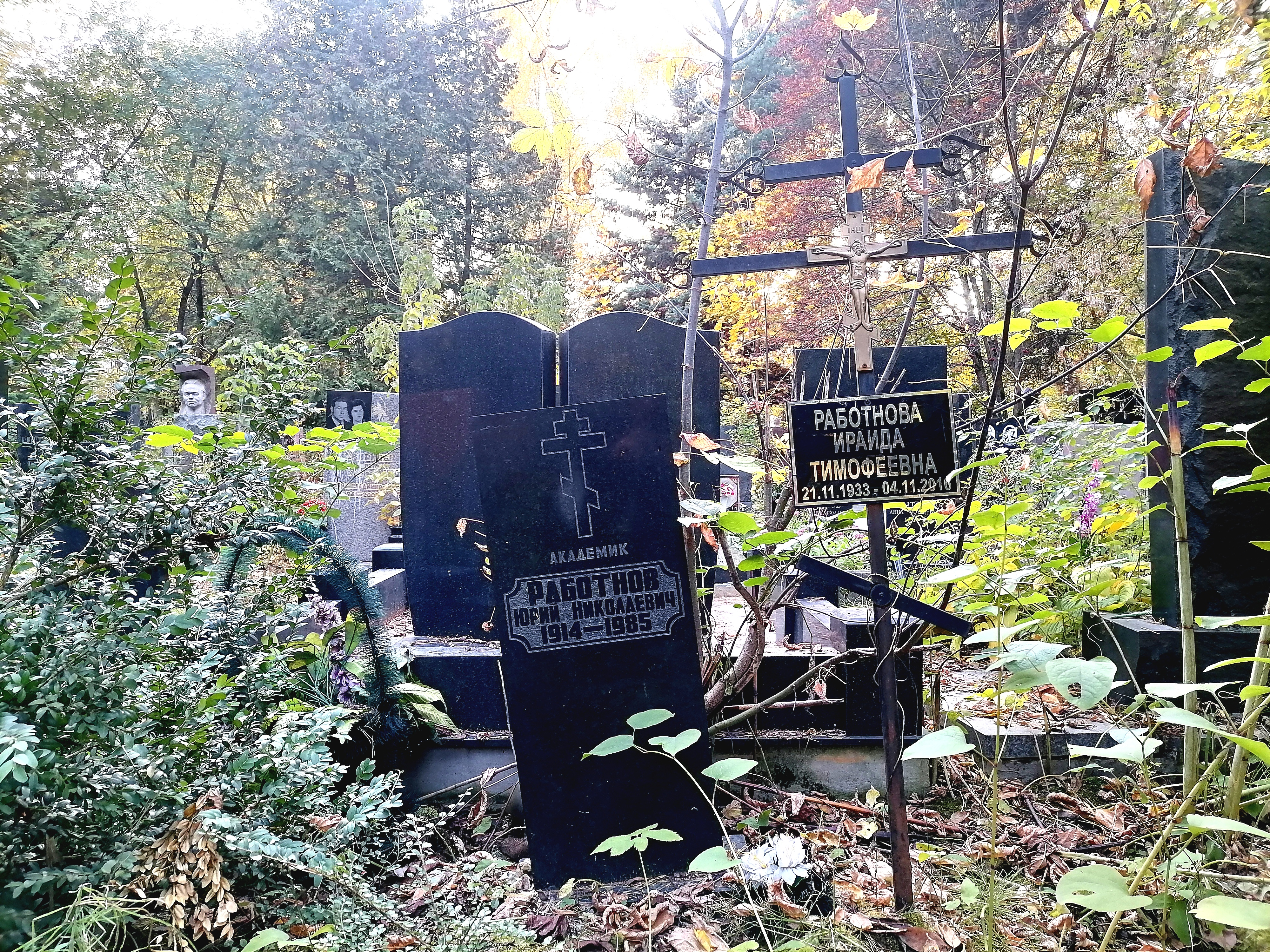
Могила академика Ю. Н. Работнова. 2022
Могила академика И. П. Герасимова. 2020
Могила академика Д. И. Блохинцева. 2020
Могила академика Ф. В. Чухрова. 2020